# Герб Задонского района
Герб Задонского района является официальным геральдическим символом Задонского района Липецкой области.
Утвержден решением Задонского районного Совета депутатов № 21 от 9 января 2004 года (переутверждён исторический герб Задонска от 21 сентября 1781 года). Реконструировал герб Мочёнов К.Ф.
Герб по геральдическим правилам и канонам является полугласным. 

## Описание герба(блазон)
"В серебряном поле с лазоревой оконечностью, стоящая на зелёной земле с золотыми склонами, червлёная (красная) крепость с одной зубчатой башней над воротами и стенами без зубцов понижающимися от башни к сторонам".

## Обоснование символики

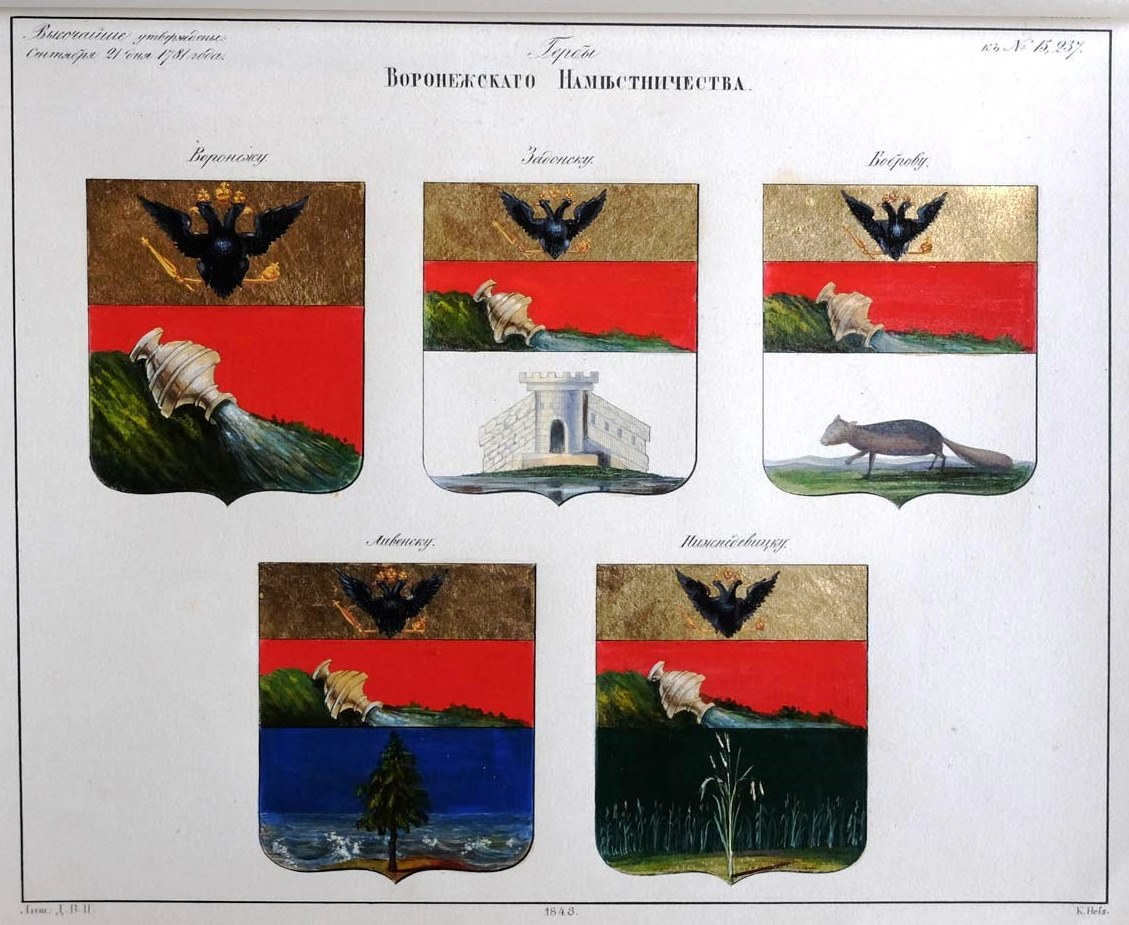

В основе герба Задонского района — исторический герб уездного города Задонска Воронежской губернии. Геральдический символ города был высочайше утверждён Екатериной Великой 21 октября 1781 года, подлинное описание которого гласило:
"Въ верхней части щита гербъ Воронежскiй. Въ нижней - за Дономъ ръкою построенная башня въ серебряномъ полъ, означающая подлинное положенiе сего города".
Задонский район образован в 1965 году, однако у города Задонска богатая историческая ретроспектива. Впервые упоминается в 1116 году. В летописях известен как город Тешев (Чешев) с XIV века, который был разрушен крымскими татарами в XVI веке.
Червлёная крепость символизирует древнейшее русское укреплённое поселение, которое стоит на Дону (лазоревая оконечность).
Красный цвет — символ мужества, красоты и жизни.
Жёлтый цвет (золото) символизирует богатство, справедливость, уважение, великодушие.
Серебро — чистоты, мудрости, благородства, мира, взаимного сотрудничества.
Лазурь — символ красоты, чести, славы, преданности, истины, добродетели и чистого неба.
Зелёный цвет — символ весны, радости, надежды, природы, а также символ здоровья.